# ルイス・ペレス・マケダ
ルイス・ヘスス・ペレス・マケダ（Luis Jesús Pérez Maqueda、1995年2月4日 - ）は、スペイン・アンダルシア州ウトレラ出身のサッカー選手。レアル・バリャドリード所属。ポジションはディフェンダー。

## クラブ経歴
アンダルシア州のウトレラに生まれ、2006年にセビージャFCのカンテラに加入した。2014-15シーズン、Cチームに昇格し、リーグ戦36試合に出場。同シーズンにBチームデビューを果たすなど順調なキャリアを築いた。
2015年7月12日、セグンダ・ディビシオンBのレアル・ハエンに移籍し、1年契約を結んだ。リーグ第3節のUDアルメリアB戦にて移籍後初出場を飾ると、その後の第24節を除く全ての試合に先発フル出場した。
2016年7月11日、セグンダ・ディビシオンのエルチェCFに移籍した。エルチェではレギュラーに定着することができず、わずか1シーズンでエルチェを退団した。
2017年7月21日、CDテネリフェと3年契約を交わした。テネリフェでは3シーズンで公式戦に100試合以上出場するなど、チームの中心選手として活躍した。
2020年7月23日、レアル・バリャドリードにフリーで加入した。25歳にして自身初のプリメーラ挑戦となる。